# Ortsgeschichtliches Museum Inden
Das Ortsgeschichtliche Museum Inden befindet sich im Indener Ortsteil Lucherberg im Kreis Düren, Nordrhein-Westfalen.
Der Geschichtsverein Inden stellte seit 1977 in der alten Schule in Lucherberg in drei Räumen Bodenfunde und andere Ausstellungsstücke zur Geschichte der Gemeinde Inden aus. Im Jahre 1993 musste das kleine Museum in das alte Rathaus umsiedeln, da die Schule abgebrochen wurde. Hier stehen sieben Räume zur Verfügung. 
In den neuen Räumen werden Modelle, die archäologischen Funde, das Zeitungs- und Fotoarchiv, Videofilme und Multimediapräsentationen gezeigt. Außerdem wird auch auf den nahegelegenen Braunkohletagebau Inden und die Problematik der Umsiedlung etc. eingegangen.